# Walter Kraak

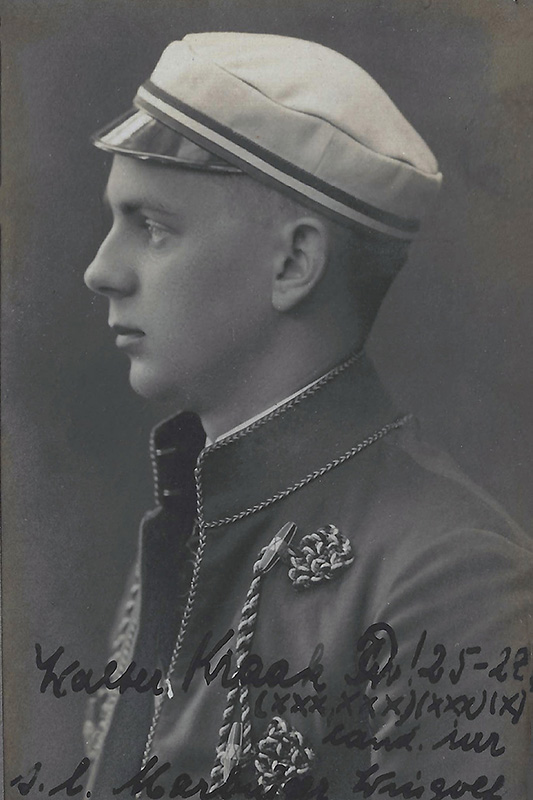
Walter Kraak als Marburger Wingolfit

Walter Kraak (* 21. März 1906; † 26. März 1990 in Bielefeld) war ein deutscher Lebensmittelunternehmer, Verbandsfunktionär und Träger des Bundesverdienstkreuzes (Großes Verdienstkreuz).

## Biografie
Kraak studierte an der Philipps-Universität Marburg und wurde Mitglied des Marburger Wingolf, dem er zeitlebens angehören sollte, später wurde er auch Mitglied im Wingolf zu Wien. Den Wingolfsbund vertrat er auch auf dem Deutschen Studententag im Juli 1932 in Königsberg. Von 1965 bis 1973 war er Vorsitzender des Verbandes Alter Wingolfiten sowie anschließend Ehrenvorsitzender.
Er war Direktor der Dr. August Oetker GmbH. In dieser Position wurde er der erste Präsident des Bunds für Lebensmittelrechts und Lebensmittelkunde (heute: Lebensmittelverband Deutschland) nach dessen Wiedergründung am 10. März 1955. Dies blieb Kraak 24 Jahre lang. 1979 wurde er zum Ehrenpräsident des Verbands ernannt.
Im Jahr 1965 erhielt Kraak die Ehrendoktorwürde der Tierärztlichen Fakultät der Ludwig-Maximilians-Universität München. Sie begründete dies wie folgt:

„Dr. Walter Kraak hat seit der Neu- bzw. Wiedergründung des Bundes für Lebensmittelrecht und Lebensmittelkunde im Jahre 1955 als Präsident dieses Bundes die Gestaltung des deutschen Lebensmittelrechtes entscheidend beeinflußt. Er hat durch Voranstellung gesundheitlicher Gesichtspunkte und durch die Sicherung der echten Interessen des Verbrauchers für die Gewinnung qualitativ hochwertiger Lebensmittel Hervorragendes geleistet. Seine Bestrebungen um eine Angleichung von Beurteilungsgrundsätzen für Lebensmittel auf supranationaler Ebene haben die Harmonisierung des Lebensmittelrechtes im EWG-Raum entscheidend beeinflußt.“

Am 5. September 1979 erhielt er für seine Verdienste für die Lebensmittelbranche das Große Verdienstkreuz.
Kraak starb 1990 im Alter von 84 Jahren.

## Publikationen
- Walter Kraak: Die Ernährungswirtschaft zur Reform des Lebensmittelrechts. In: Deutsche Lebensmittel-Rundschau. Nr. 52/1956, S. 161–165.
- Walter Kraak: Ernährungswirtschaft im Lebensmittelrecht. In: Die Ernährungswirtschaft. Nr. 6/1959, S. 130–135.
- Walter Kraak: Das Lebensmittelrecht im nationalen und internationalen Rahmen. In: Die Ernährungswirtschaft. Nr. 9/1962, S. 399–404.